# Midnight Special (train)
 (août 2022).
Si vous disposez d'ouvrages ou d'articles de référence ou si vous connaissez des sites web de qualité traitant du thème abordé ici, merci de compléter l'article en donnant les références utiles à sa vérifiabilité et en les liant à la section « Notes et références ».
Pour les articles homonymes, voir Midnight Special.
Le Midnight Special est un train de nuit pour voyageurs qui partait à minuit de Houston, au Texas, en direction de  l'Ouest.
Le train a circulé jusqu'au 30 avril 1971.
Son itinéraire passait devant la prison-ferme de Sugar Land et la lampe à l'avant du train est devenue un symbole de liberté pour les noirs de l'Est du Texas.